# Бухара (аеропорт)
Аеропорт Бухара (узб. Buxoro Xalqaro Aeroporti) (IATA: BHK, ICAO: UTSB) — міжнародний аеропорт, що обслуговує місто Бухара, Бухарська область, Узбекистан

## Приймаємі типиПС
Ан-12, Ан-24, Ан-26, Ан-28, Ан-30, Ан-32, Ан-72, Ан-74, Ан-124, Ил-62, Ил-76, Ил-114, Л-410, Ту-134, Ту-154,Як-40, Як-42, Airbus A310, Airbus A319, Airbus A320, Airbus A321, ATR 42, ATR 72, Boeing 737, Boeing 747(по запросу), Boeing 757, Boeing 767 та інші типи ПС 3-4 класу, гелікоптери всіх типів. Максимальна злітна вага ПС 392 тони. Класифікаційне число ЗПС (PCN) 40/R/A/W/T.

## Термінал
31 жовтня 2011 року було відкрито новий пасажирський термінал, пропускна здатність якого становить 400 пасажирів на годину. Вартість будівництва — 14,6 мільйона доларів США.

## Авіалінії та напрямки
| Авіакомпанія       | Пункт призначення                                                 |
| ------------------ | ----------------------------------------------------------------- |
| Aeroflot           | Москва-Шереметьєво                                                |
| S7 Airlines        | Новосибірськ                                                      |
| Ural Airlines      | Москва-Домодєдово                                                 |
| Utair              | Москва-Внуково                                                    |
| Uzbekistan Airways | Фергана, Краснодар, Москва-Внуково, Ст Петербург, Ташкент, Ургенч |